# Samognat
Samognat – miejscowość i gmina we Francji, w regionie Owernia-Rodan-Alpy, w departamencie Ain.

## Demografia
Według danych na rok 1990 gminę zamieszkiwało 285 osób, a gęstość zaludnienia wynosiła 20,3 osób/km². W styczniu 2012 w Samognat zamieszkiwały 724 osoby, przy gęstości zaludnienia wynoszącej 51,7 osób/km² (ponad 2,5-krotny wzrost liczby mieszkańców na przestrzeni ostatniego 20-lecia).